# Special Purpose Acquisition Company
Una Special Purpose Acquisition Company (SPAC, Compañía con Propósito Especial de Adquisición) es una empresa sin actividad operativa cuyas acciones cotizan con el fin de realizar una futura adquisición o fusión en un sector concreto y antes de un vencimiento determinado.

## Funcionamiento
Las SPAC aparecieron en Estados Unidos en la década de 1990, país en el que han tenido un creciente protagonismo (particularmente a partir de 2020).
Normalmente, una SPAC es lanzada por un promotor, que invierte él mismo y asume la gestión empresarial del vehículo. Muchos de estos promotores proceden originalmente del sector del capital inversión. El primer paso es recaudar dinero a través de una oferta pública de venta e invertirlo inicialmente en una cuenta de depósito al tipo de mercado libre de riesgo. En un plazo determinado (alrededor de 24 meses), la SPAC trata de realizar una o varias adquisiciones de otras empresas, estando el marco de adquisición generalmente dictado por los estatutos de la empresa, por ejemplo, en términos de sectores objetivo o tamaño de la empresa. 
El objetivo de una adquisición es hacer que una empresa que aún no cotiza en bolsa se convierta en cotizada a través de la adquisición. La decisión final sobre la adquisición se toma en la junta general de accionistas: si la mayoría de los accionistas vota a favor, se ejecuta la compra; en caso contrario, la SPAC se disuelve y los fondos recaudados se devuelven a los accionistas. Si no se realiza ninguna adquisición en el plazo acordado, la SPAC también se disolverá y los accionistas recibirán de nuevo el dinero con intereses depositado en la cuenta de garantía bloqueada. 

## Objetivos de adquisición
Se han producido muchas adquisiciones por parte de las SPAC en países como Estados Unidos, China, India e Israel, y en los sectores de la sanidad, el transporte, las finanzas, las telecomunicaciones y los bienes de consumo. En Europa, en cambio, ha habido poca actividad en este ámbito hasta la fecha. Desde 2020, las energías renovables o la electromovilidad son cada vez más el centro de atención de las SPAC.

## Bancario
SPAC Research, una entidad que administra una base de datos de SPAC, mantiene una tabla de clasificación de suscriptores que se puede ordenar por volumen de corredores de libros u otros criterios para cualquier año o selección de años. En enero de 2021, I-Bankers Securities Inc. declaró que había participado en 132 OPI de SPAC como líder o coadministrador desde 2004. En los años previos a 2021, los bancos de soporte abultado comenzaron a participar en más OPI de SPAC, con Cantor Fitzgerald & Co. y Deutsche Bank Securities Inc. en la portada de 30 OPI de SPAC desde 2015 hasta agosto de 2019. Citigroup, Credit Suisse, Goldman Sachs y BofA han desarrollado una importante práctica de SPAC, mientras que Cantor Fitzgerald lideró a todos los suscriptores de SPAC en 2019 al gestionar 14 SPAC que recaudaron más de 3080 millones de USD en ingresos de OPI.